# Stenichneumon seticornis
Stenichneumon seticornis är en stekelart som först beskrevs av Peter Friedrich Ludwig Tischbein 1868.  Stenichneumon seticornis ingår i släktet Stenichneumon och familjen brokparasitsteklar. Inga underarter finns listade i Catalogue of Life.